# Смертельная дуэль
«Смертельная дуэль» (кит. трад. 三少爺的劍, упр. 三少爷的剑, палл. Сань шао е дэ цзянь, буквально: «Меч третьего молодого господина») — гонконгский фильм режиссёра Чу Юаня. Гонконгская премьера состоялась 7 июля 1977 года. Фильм основан на романе Гу Луна.

## Сюжет
Третий Мастер считается одним из лучших фехтовальщиков в мире боевых искусств, где бойцы и кланы соперничают за господство. Устав от проблем, которые он получает от начинающих фехтовальщиков, Третий Мастер инсценирует свою смерть, меняет своё имя на Цзи и пытается вести нормальную жизнь. Он влюбляется в проститутку Сяоли. Однако былая слава преследует его, когда женщина по имени Цюди отслеживает Цзи, чтобы отомстить за гибель своих 46 боевых братьев, бросивших вызов Мастеру в разное время. Её попытки убить Мастера проваливаются. Тем не менее она находит способ отравить его. Путешествуя, Цзи встречается с незнакомцем, способным вылечить его. Незнакомец оказывается Янь Шисанем, также одним из лучших фехтовальщиков, который вскоре окажется соперником Цзи в финальной дуэли.

## В ролях
| Актёр       | Роль                            |
| ----------- | ------------------------------- |
| Дерек И     | Третий Мастер / Цзи / Се Сяофэн |
| Лин Юнь     | Янь Шисань                      |
| Чэнь Пин    | Мужун Цюди                      |
| Фань Мэйшэн | немой                           |
| Кэндис Ю    | Сяоли                           |
| Ку Фэн      | Мяо Цзы                         |
| Юэ Хуа      | Ду Ланцзюнь                     |
| Ло Ле       | Хань Тан                        |
| Ти Лун      | Фу Хунсюэ                       |
| Нэнси Янь   | Юй Чэн                          |
| Лю Лухуа    | учитель в таверне               |
| Чань Сикай  | девушка в таверне               |
| Дэвид Цзян  | Мужун Цзиньлун                  |

## Съёмочная группа
- Компания: Shaw Brothers
- Продюсер: Шао Жэньмэй[англ.]
- Режиссёр: Чу Юань[англ.]
- Сценарист: Чу Юань
- Ассистент режиссёра: Чён Чюньчхань, Кит Лэй
- Постановка боевых сцен: Тан Цзя[кит.], Вон Пхуйкэй
- Художник: Чань Кинсам
- Монтажёр: Цзян Синлун
- Грим: У Сюйцин
- Дизайнер по костюмам: Лю Цзию
- Оператор: Вон Чит

## Восприятие
Фильм получил благосклонные отзывы кинокритиков.

## Ремейк
В 2016 году вышел ремейк в 3D «Меч третьего молодого господина» (кит. 三少爺的劍, англ. Sword Master), режиссёром которого выступил Дерек И, а спродюсировал картину Цуй Харк.